# 金門電力公司
金門電力公司全稱福建金門電力股份有限公司，是過去位於中華民國福建省金門縣的電力公司。該公司正式成立於1968年5月1日，於1997年7月1日併入台灣電力公司，改組成「台灣電力公司金門區營業處」。